# Mistrovství Českého svazu fotbalového 1915
Il Mistrovství Českého svazu fotbalového 1915, terza edizione del torneo, vide il successo dell'SK Slavia.

## Classifica
|   | Classifica         |
| - | ------------------ |
| 1 | Slavia Praga       |
| ? | ČAFC Vinohrady     |
| ? | Libeň              |
| ? | Meteor Praga VIII  |
| ? | Union Žižkov       |
| ? | Viktoria Žižkov    |
| ? | Sparta             |
| ? | Olympia Praga VII* |

*Con il nome SK Olympia Praha I.
L'SK Slavia disputò la finale per il titolo contro la squadra vincitrice dei gruppi del 2º livello.

## Finale
| Squadra 1    | Risultato | Squadra 2 |
| ------------ | --------- | --------- |
| Slavia Praga | 14-0      | Smíchov   |

## Verdetti
- Slavia Praga Campione di Boemia 1915